# ذبیح نیکفر لیالستانی
ذبیح‌الله نیکفر لیالستانی (متولد شهریور ۱۳۴۴ در روستای لیالستان) نمایندهٔ سابق لاهیجان و سیاهکل در مجلس شورای اسلامی است. او که پزشک عمومی و دبیر بازنشسته است، پیشتر رئیس ستاد انتخابات ریاست جمهوری محمود احمدی‌نژاد در این شهر بوده‌است. وی در دهمین دورهٔ انتخابات مجلس شورای اسلامی به عنوان کاندیدای مستقل از مجموع ۹۱۸۶۰ رأی صحیح مأخوذه، ۴۷۳۴۱ رأی را به دست آورد و بر نمایندهٔ دورهٔ نهم لاهیجان ابوذر ندیمی پیروز شد. در انتخابات ۱۳۹۸ او از رسول فرخی میکال شکست خورد.
پیوند=http://www.dana.ir/news/792858.html/نیکفر-کوتاه-آمد--دکتر-به-کمیسیون-بهداشت-و-درمان-رفت | کد زبان=fa | تاریخ بازبینی=2016-09-15}}</ref>